# Idactus minimus
Idactus minimus es una especie de escarabajo longicornio del género Idactus, tribu Ancylonotini, subfamilia Lamiinae. Fue descrita científicamente por Teocchi & Sudre en 2002.

## Descripción
Mide 7-8,5 milímetros de longitud.

## Distribución
Se distribuye por Etiopía, Kenia y Tanzania.